# Notsodipus linnaei
Espèce
Notsodipus linnaei est une espèce d'araignées aranéomorphes de la famille des Lamponidae.

## Distribution
Cette espèce est endémique du Mid West en Australie-Occidentale,. Elle se rencontre vers Mount Gibson.

## Description
Le mâle holotype mesure 3,1 mm.

## Étymologie
Cette espèce est nommée en l'honneur de Carl von Linné.

## Publication originale
- Platnick & Dupérré, 2008 : A new species of the spider genus Notsodipus (Araneae: Lamponidae) from Western Australia. Records of the Western Australian Museum, vol. 24, p. 349-350 (texte intégral).